# Axel Bauer (Jurist)
Axel Bauer (* 25. Mai 1955) ist ein Betreuungs- und Familienrichter beim Amtsgericht Frankfurt am Main.
Bauer wurde nach Studium und Referendariat mit Wirkung vom 2. Januar 1989 zum Richter auf Lebenszeit am Amtsgericht Frankfurt ernannt. Seit 1994 ist er gemeinsam mit Thomas Klie und Kay Lütgens Herausgeber und einer der Hauptautoren des Heidelberger Kommentars zum  Betreuungs- und Unterbringungsrecht (HK BUR), als Loseblattwerk erschienen im C.F. Müller Verlag, Heidelberg.
Außerdem ist er Autor weiterer Fachbücher und Zeitschriftenbeiträge zu Fragen des Familien- und Betreuungsrechtes, Fortbildungsdozent und Lehrbeauftragter an der Johann Wolfgang Goethe-Universität Frankfurt am Main.

## Werke
- Herausgeber und Autor des Heidelberger Kommentars zum Betreuungs- und Unterbringungsrecht (HKBUR), Heidelberg 1994 ff (Loseblattwerk), ISBN 978-3-8114-2270-4.
- mit Thomas Klie: Patientenverfügungen/Vorsorgevollmachten – richtig beraten? 2. Auflage. Heidelberg 2005, ISBN 3-8114-3064-5.
- mit anderen: Verfahrensbeistandschaft – ein  Praxishandbuch. 3. Auflage. Köln 2014, ISBN 978-3-8462-0249-4.
- mit Horst Deinert: HK-BUR Gesetzessammlung zum Betreuungsrecht. 8. Auflage. 2016, ISBN 978-3-8114-3864-4.

- Zahlreiche Fachzeitschriftenbeiträge zum Familien- und Betreuungsrecht in BtPrax,  BtMan und anderen Zeitschriften;